# Velika uharica
Velika uharica (znanstveno ime Bubo bubo) je sova iz družine pravih sov, ki živi v gorskih gozdovih Evrope, Severne Afrike in Azije. Je ena od največjih evropskih sov, ki zraste do 65 cm v dolžino, prepoznavna predvsem po naglavnih čopkih perja (»uhljih«) in živo oranžnih očesnih šarenicah. Je nočno aktiven plenilec, prehranjuje se z manjšimi glodavci (npr. mišmi).